# آفونسو موریرا
آفونسو موریرا (انگلیسی: Afonso Moreira؛ زادهٔ ۱۹ مارس ۲۰۰۵) بازیکن فوتبال اهل پرتغال است.
وی همچنین در تیم‌های ملی فوتبال زیر ۱۷ سال پرتغال، زیر ۱۸ سال پرتغال، و زیر ۱۹ سال پرتغال بازی کرده است.